# Association sportive et culturelle Xam Xam
Maillots
L’Association sportive et culturelle Xam Xam est un club sénégalais de football ayant évolué en première division du championnat du Sénégal.

## Le club
Il a été créé en novembre 2001. Il est basé dans la commune d'arrondissement de Hann Bel-Air dans le département de Dakar, à six kilomètres du centre-ville.
Le lieu d'entraînement est le stade Demba-Diop.

## Organisation administrative
Le Bureau comporte une dizaine de membres parmi lesquels on peut noter : 
- le président, Ndiaga Dia ;
- le vice-président et manager général, Boubacar Thioye ;
- le secrétaire général, Serigne Mbaye Seye.

## Palmarès
- 2001-2002 - Deuxième au championnat régional.
- 2002-2003 - Championne régionale ; accession en 3e division.
- 2003-2004 - Championnat de 3e division : championne, accession en 2e division.
- 2004-2005 - Championnat de 2e division : vice-championne, accession en 1re division.
- 2005-2006 - Championnat de 1re division : cinquième de la poule A ; septième du classement général.
- 2009 - Championnat de ligue 2 : dernier, relégation

## Entraîneurs
- 2004-2006 :  Baba Ndiaye, avec pour adjoint Saër Fall.
- 2006-? : Serigne Saliou Dia, avec pour adjoint Seydou Touré.